# Magnolia Network
Magnolia Network est une chaîne de télévision thématique américaine diffusant des programmes axés sur des projets que les téléspectateurs peuvent faire eux-mêmes à la maison. Elle est détenue par le groupe audiovisuel Warner Bros. Discovery. Elle rejoint 53 millions de foyers américains et est distribué sur dix territoires, en plus d'une version canadienne.

## Historique

Logo utilisé de 1999 à 2022.

Lancé le 31 décembre 1999, DIY est la 2e chaîne spécialisée lancée par Scripps à la suite du succès de HGTV. En fait, durant les deux premières années, des anciens segments produits par HGTV ont été diffusés sur DIY durant le développement de nouvelles émissions.
La chaîne a changé de nom pour Magnolia Network le 5 janvier 2022.